# Pëtr Arsen'evič Romanovskij
Pëtr Arsen'evič Romanovskij (in russo Пётр Арсеньевич Романовский?, traslitterato Peter Romanovsky secondo lo stile anglosassone) (San Pietroburgo, 17 luglio 1892 – Mosca, 1º marzo 1964) è stato uno scacchista russo (sovietico dal 1922).

## Biografia
È stato uno dei più forti giocatori russi del periodo precedente la seconda guerra mondiale.
Oltre agli scacchi dedicò parte della sua vita anche alla musica, diventando un eccellente esecutore. Suonava gli strumenti popolari della tradizione russa, fra i quali la balalaica.
Non era raro trovarlo come concertista e solista suonare musica di Beethoven e di Liszt su un palcoscenico di qualche teatro russo. 
Scrisse poesie, frequentò circoli letterari e conobbe di persona il poeta Aleksandr Blok, l'ultimo grande lirico russo, apologeta della rivoluzione bolscevica, del quale amava profondamente le opere.
In un suo scritto del 1941 racconta: «Amo moltissimo le canzoni popolari russe. Nei miei anni giovanili mi è capitato non solo di dover vivere in un povero paese di campagna, ma anche di dovervi lavorare come garzone. Falciavo, aravo, accudivo gli animali e, di notte, con i vecchi del luogo, andavo a pescare con le reti sulle pittoresche rive del lago che si trovava vicino al paese. Fu in mezzo ai giovani, alle ragazze, ai contadini, cantando e suonando con loro, che imparai il vero valore dell'armonia popolare russa. Quando mi trasferii a San Pietroburgo rimasero con me quella musica e le parole di quelle canzoni che non ho mai dimenticato».
Frequentando i circoli di scacchi ebbe la fortuna di conoscere il grande campione russo Michail Čigorin.
Fu il primo giocatore sovietico a ricevere, nel 1934, il titolo di Maestro onorario dello sport.
La FIDE gli attribuì nel 1950 il titolo di Maestro Internazionale, e il titolo di Arbitro Internazionale nel 1951.
Nonostante l'aver battuto nei tornei giovanili il futuro Campione del mondo Aleksandr Alechin e aver creato un'opera imponente come il "Mitel' spiel' "(di cui ci giunge un rifacimento, in quanto l'originale fu perso durante la seconda guerra mondiale) considerato l'abbecedario sul quale studiò la generazione che ha aperto il periodo egemonico della scuola sovietica, la FIDE non gli riconobbe mai il titolo di Grande Maestro internazionale.
Nel 1909 a San Pietroburgo si svolse il primo torneo internazionale in memoria dello scacchista Michail Ivanovič Čigorin (vinto da Alechin), tuttavia, pur arrivando decimo, Romanovskij ebbe la soddisfazione di battere il vincitore nello scontro diretto.
Vinse due volte il Campionato sovietico di scacchi: nel 1923 a Pietrogrado e nel 1927 a Mosca (alla pari con Fedir Bohatyrčuk). Nel 1º campionato sovietico, Mosca 1920, fu secondo dietro al vincitore Alechin.
Nel 1925 vinse, alla pari con Efim Bogoljubov, il campionato di Leningrado. 
In dicembre dello stesso anno fu 7º-8º nel grande torneo di Mosca, vinto da Bogoljubov davanti a Emanuel Lasker e José Raúl Capablanca.
Il suo miglior risultato di torneo fu il 2º posto, alla pari con Nikolaj Rjumin, nel torneo internazionale di Leningrado 1934, dietro a Michail Botvinnik. L'anno precedente aveva vinto un torneo nazionale sempre a Leningrado alla pari con Botvinnik.
Durante l'assedio di Leningrado, nell'inverno 1941-42 una squadra di soccorso raggiunse la sua casa e lo trovarono semi-assiderato, mentre tutti i suoi familiari erano morti. Viveva con le figlie: Kira (17 anni), Svetlana (16 anni), Neda (14 anni), Anja (5 anni). Distrutto dalla scomparsa della sua famiglia, nel dopoguerra si ritirò dal gioco attivo, ma fu membro della presidenza della federazione sovietica.
Scrisse diversi libri sugli scacchi. Nel 1929 pubblicò a Leningrado un libro sul mediogioco, Mitel' spil'. Nel 1940 revisionò quest'opera, ma durante la guerra tale revisione andò persa. Più avanti pubblicò un libro con lo stesso titolo, che rispecchia solo in parte la maestosità della revisione originale. Il manuale fu edito in italiano da Mursia nel 1968 con il titolo Il centro di partita (traduzione di Giorgio Porreca).
Era un grande ammiratore di Abram Model', tanto da definirlo uno dei più forti giocatori di tutti i tempi.